# Baeza (Ekwador)
Baeza – miasto w północnym Ekwadorze, w prowincji Napo. W 2015 roku miasto liczyło 2530 mieszkańców. 
14 maja 1559 roku kapitan Gil Ramírez Dávalos założył w tym miejscu osadę, która jednak nie funkcjonowała ona długo. Następnie jeszcze trzykrotnie próbowano utworzyć tutaj miasto, jednak dopiero ostatnio próba z 1925 roku okazała się na tyle skuteczna, że miasto funkcjonuje po dziś dzień. W 1994 roku Baeza została oficjalnie uznana za ekwadorskie miejsce dziedzictwa kulturowego w oparciu o jej historycznego znaczenia. 
Położone jest w dolinie rzeki Quijos, na wysokości 1914 metrów nad poziomem morza, w Amazonii. Tereny wokół miasta są narażone na trzęsienia ziemi i erupcje z pobliskich wulkanów (Cotopaxi, Antisana, Reventador oraz Sumaco). 